# Ragang
El mont Ragang, també conegut com a mont Piapayungan, és un estratovolcà actiu que es troba a l'illa de Mindanao, a les Filipines. Amb una altitud de 2.815 metres, és la setena muntanya més alta de les Filipines i el punt més alt de la província de Lanao del Sur. És un dels volcans actius de les Filipines, que formen part del cinturó de foc del Pacífic.
Al flanc sud-oest del volcà, a uns 5 km del cim, hi ha un cràter envoltat de material volcànic, que presenta un flux de lava que s'estén 4 km al sud; probablement fruit de l'erupció de 1916. Des del 1765 s'han registrat diverses erupcions, algunes de les quals foren atribuïdes inicialment al seu veí Makaturing.